# Колібрі-коронет
Колі́брі-коронет (Boissonneaua) — рід серпокрильцеподібних птахів родини колібрієвих (Trochilidae). Представники цього роду мешкають в Андах. Рід був названий на честь французького орнітолога Огюста Бойссонньо.

## Види
Виділяють три види:
- Колібрі-коронет зелений (Boissonneaua flavescens)
- Колібрі-коронет каштановогрудий (Boissonneaua matthewsii)
- Колібрі-коронет пурпуровий (Boissonneaua jardini)